# Resolució 1175 del Consell de Seguretat de les Nacions Unides
La Resolució 1175 del Consell de Seguretat de les Nacions Unides fou adoptada per unanimitat el 19 de juny de 1998. Després de recordar totes les anteriors resolucions sobre Iraq, incloses les resolucions 986 (1995), 1111 (1997), 1129 (1997), 1143 (1997), 1153 (1998) i 1158 (1998) referides al Programa Petroli per Aliments, el Consell va assenyalar que l'Iraq no va poder exportar petroli o productes derivats del petroli suficients per produir 5.256 milions de dòlars USA de petroli i autoritza als països a proporcionar a l'Iraq equips que li permetessin assolir aquesta suma.
El Consell de Seguretat va assenyalar què el grup d'experts havia trobat que Iraq no era capaç de produir exportacions per la suma de 5.256 milers de milions de dòlars estatunidencs autoritzats en virtut de la Resolució 1153. Seguia convençut de la necessitat d'un programa temporal per satisfer les necessitats humanitàries del poble iraquià fins que el Govern de l'Iraq complertes les resolucions anteriors del Consell de Seguretat, inclosa la Resolució 687 (1991) que va permetre al Consell adoptar mesures addicionals respecte de les disposicions de la Resolució 661 (1991).
Actuant en virtut del Capítol VII de la Carta de les Nacions Unides, el Consell va autoritzar als Estats per exportar peces necessàries a l'Iraq perquè el país pugui augmentar les exportacions de petroli. Els fons del dipòsit fiduciari fins a un total de 300 milions de dòlars USA van correspondre a les despeses determinades pel Comitè establert per la Resolució 661 en relació amb l'exportació d'aquests equips. Es va decidir que les despeses directament relacionades amb les exportacions de petroli es podrien finançar amb lletres de crèdit contra futures vendes de petroli, que serien dipositades al dipòsit fiduciari.
El pla de distribució aprovat pel secretari general Kofi Annan es mantindria vigent per a cada renovació del programa Petroli per Aliments. S'havia posat a disposició una llista de peces i equips presentats pel Govern de l'Iraq i posteriorment s'ha sol·licitat supervisar l'ús de les parts a l'Iraq.